# 澤田有也佳
澤田 有也佳（さわだ あやか、1994年1月24日 - ）は、朝日放送テレビ（ABC）所属のアナウンサー。気象予報士・防災士。

## 来歴
兵庫県西宮市の出身で、小林聖心女子学院小学校・中学校 から洛南高等学校 を経て、東京大学教育学部基礎教育学科を卒業。朝日放送テレビアナウンサーの乾麻梨子は、同局および小・中学校での先輩に当たる。
東京大学在学中の2013年5月に、大学祭である五月祭で、東大美女図鑑の企画に参加。これを機に、同年のミス東大コンテストに推挙されると、同年11月にはミス東大2013グランプリに選ばれた、2014年には本格的に芸能界デビュー。ワタナベエンターテインメント所属 のタレントとして、2015年まで活動した。
2016年4月1日付で、小西陸斗と共に、アナウンサーとして朝日放送 (現：朝日放送テレビ、ABC) に入社した。同年7月6日には、自己紹介を兼ねて、小西と共に『おはよう朝日です』（朝日放送テレビ）と『おはようパーソナリティ道上洋三です』（朝日放送ラジオ）で番組デビュー。『おはよう朝日です』での自己紹介では、℃-uteのコピーダンスを披露した。同日午後の『ABCニュース』（朝日放送ラジオ『桑原征平粋も甘いも』13時台）で「初鳴き」を果たすと、第98回全国高等学校野球選手権大会の関連番組（『速報!甲子園への道』や全国大会のテレビ中継）で、小西と共にリポーターを務めた。
2016年10月3日（月曜日）からは、朝日放送テレビ平日夕方の報道・情報番組『キャスト』でリポーターを担当。2018年には、1月23日から『名医とつながる!たけしの家庭の医学』（朝日放送テレビ制作の全国ネット番組）の第2代アシスタント（斎藤真美の後任）を、2020年3月17日の番組終了まで務めた。さらに、『Jフットニスタ』（朝日放送テレビのサッカー情報番組）で、2018・2019年度にMCを担当した。
2020年10月改編からは、『キャスト』のサブキャスターを降板したうえで、『おはよう朝日です』平日版の第2部（6:30 - 8:00）で全曜日にわたってアシスタントを担当。2021年9月28日以降の火曜日には、『おはよう朝日です』平日版の本番を終えてから、『ミルクボーイの火曜日やないか!』（朝日放送ラジオ「ABCパワフルアフタヌーン」火曜枠の生ワイド番組）にレギュラーで出演していた。
2021年頃から顎口腔ジストニアを発症していることや、投薬治療を続けていることを、2022年9月26日（月曜日）に『おはよう朝日です』のエンディングで初めて公表。「（アナウンサーとしての）仕事として喋ることを繰り返しているうちに、顎や首の（筋）運動を司る中枢神経に障害が起きるようになった」とのことで、上司や先輩のアナウンサーに相談したうえで、2022年10月から「長期休養」扱いで治療に専念することも明らかにした。このような事情から番組への出演を前月（9月）末で休止したが、『おはよう朝日です』『ミルクボーイの火曜日やないか!』については放送上「休演」と扱われていて、休養を終えてから復帰する余地を残していた。
なお、休養期間中も月に1回程度のペースで、twitter上の個人アカウントからツイートを発信。『おはよう朝日です』には2022年内の最終放送（12月27日）、『火曜日やないか!』には2023年2月7日放送回にいずれも電話で出演していて、復帰が間近であることを示唆していた。2023年2月8日（水曜日）から朝日放送テレビへ再び出社すると、ラジオの『ABCニュース』を皮切りに、番組への出演を徐々に再開。『おはよう朝日です』には同年4月3日（月曜日）、『火曜日やないか!』には翌4日から復帰している。
2023年10月18日、気象予報士の試験に合格したことを発表した。
2024年3月5日、自身が出演する『おはよう朝日です』に於いて「（親会社である）朝日放送グループホールディングスの社員と結婚した」ことを明らかにした。
2025年2月28日、『おはよう朝日です』のオープニングにて、妊娠6か月であることを公表。これに伴い3月以降は金曜日のみ出演となり、アシスタント担当の月曜・火曜・木曜は休演。その後、4月11日の同番組で「産休に伴い、5月30日をもって『おは朝』を卒業」と発表した。
2025年7月29日放送の『ミルクボーイの火曜日やないか!』に寄せられたメッセージで「第1子（男の子）出産」を発表した。

## 人物
自称「標準語と関西弁のバイリンガル」。東京大学に進学するまでは、東進ハイスクールで林修の教えを受けていた。アナウンサーを志したのは、「声で他人に何かを伝える職業」への憧れがあったことや、番組やイベントの司会・ナレーション・ラジオのパーソナリティなど幅広い仕事を経験できることによるという。実際に、朝日放送（テレビ）へ入社後の2018年10月からは、関連会社の朝日放送ラジオでレギュラーの冠番組を担当している。
趣味はイラスト、デザイン、読書（特に歴史小説）、ダンス（アイドルのダンスのコピーなど）。アイドル好きで、アイドルのライブにもよく行く。ハロー!プロジェクトのファンで、その中では特に℃-uteのファン。 大学ではダンスサークルで活動。朝日放送入社後の2016年9月には、自身の『キャスト』リポーター就任発表を兼ねた番組改編記者会見で、モーニング娘。の振り付けを再現した。入社後には、将棋を本格的に嗜んでいて、将棋に関するABCラジオの特別番組でパーソナリティを務めたこともある。さらに、『キャスト』では2019年4月改編から、月 - 水曜日に「お絵描きニュース　そもそものトコロ」（17時台に新設されたニュース解説コーナー）でイラストの描画とスタジオ進行を担当。同時に始まった「澤田有也佳のおさんぽだわさ」（毎週火曜日の16時台に放送されるロケコーナーで2020年3月終了）では、大阪府豊能郡能勢町内での稲作や金継ぎなどに取り組んでいた。2020年7月21日から放送を開始した後継コーナー「よしたか・澤田の田舎に家借りるってよ!」では、同町内で住人のいない築90年の古民家を借りている。もっとも、『おはよう朝日です』平日版第2部アシスタントへの就任が決まったため、古民家のリノベーションの途中（同年9月29日放送分）で同コーナーを卒業（『キャスト』自体も翌30日放送分で降板）。10月改編からは、澤田に代わって東留伽（2020年入社のアナウンサー）が出演するとともに、コーナー名を「よしたか・あずまの田舎に家借りたってよ!」に改めている。
好きな色は赤の系統。高校生の時に、母に「元気が出そうな色だから」と言われ、赤いノートパソコンを買ってもらったことから、母の言葉通り「元気が出る色」として赤を好むようになった。
憧れは、大学の先輩である菊川怜。朝日放送への入社時点では、アナウンサーとして担当したい番組に、『おはよう朝日です』を挙げていた。『キャスト』リポーターへの起用は、前任の川添佳穂が『おはよう朝日です』平日版のアシスタントへ転出することにもよる。『キャスト』では2018年3月まで月 - 木曜日に出演していたが、同年4月から出演曜日を月 - 水曜日に変更したうえで、木曜日に『おはよう朝日です』でコーナーキャスターを務めていた。2020年10月からは、『おはよう朝日です』平日版の放送枠拡大・2部構成化に伴って、改編前まで出演していた時間帯を中心に編成される「第2部」（6:30 - 8:00）のアシスタントを全曜日で担当。川添は「第1部」（5:00 - 6:30）の司会へ異動したが、澤田も川添も、異動後に体調不良で長期の休演を余儀なくされた。ちなみに、川添は2020年12月から休演していたが、復帰に至らないまま2021年1月27日付で朝日放送テレビを退社している。

## 出演

### 朝日放送入社後

#### 現在

##### テレビ
- おはよう朝日です（平日版）
  - 木曜日のコーナーキャスター：2018年4月5日 - 2020年10月1日
  - 第2部のアシスタント（月 - 金曜日に担当）：2020年10月4日 - 2022年9月30日／2023年4月3日[24][25] -  
    - 2022年10月3日（月曜日）から後輩アナウンサー（同年入社）の福戸あやが第2部のアシスタントを務めていたが、本人は2022年内の最終回（12月27日に生放送の『おは朝大忘年会スペシャル』）に電話で出演。顎口腔ジストニアの症状が休演期間中に緩和していることを踏まえて、朝日放送テレビアナウンサーとしての活動を2023年1月から徐々に再開することを明かした。
    - 2023年の4月改編に合わせて、第2部のアシスタントへ復帰[26][24][25]。福戸も、第1部のアシスタント（木・金曜日担当）として出演を続けている。

##### ラジオ
- ミルクボーイの火曜日やないか!（2021年9月28日 - 2022年9月27日／2023年4月4日[25] - ）-  ミルクボーイのパートナーとして出演
  - 顎口腔ジストニアの治療に専念するため、2022年9月27日放送分まで出演した後に休演。早朝の『おはよう朝日です』に続いて担当する生放送番組であることから、本人は「平日の未明に起床する生活からいったん解放される」とのニュアンスで、翌10月からの休演を「ワクワク休養」と称している[14][27]。
  - 休演期間中は後輩アナウンサーの鷲尾千尋がパートナーを務めているが、2023年2月7日放送分へ電話で出演した際に、翌8日からアナウンサーとしての職務を再開することを明言した。同年の4月改編を機に、『おはよう朝日です』に続いて復帰[28][25]。
- ABCニュース（2016年7月6日から不定期で担当）
  - 顎口腔ジストニアの治療を伴う休養を経て、2023年2月から担当を徐々に再開。

#### 過去

##### テレビ
- ABC NEWS
  - 2019年4月以降は、主に木曜日で、『おはよう朝日です』への出演後に昼前の定時ニュース（『ANN NEWS』への内包分）を中心に担当
- 速報!甲子園への道（2016年） - 関西ローカルパートのリポーター
- 全国高校野球選手権大会中継（2016 - 2019年） - スタンドリポーター
- クイズプレゼンバラエティー Qさま!!（2016年9月12日、テレビ朝日制作）
- キャスト（2016年10月3日 - 2020年9月30日） 
  - 主に生中継やロケ企画のリポーターを担当[注 1]。2020年8月に新型コロナウイルスへの感染が確認された直後には、感染後にキャスター陣との濃厚接触の可能性があったため、先輩のアナウンサーから起用されている他のキャスター（メインキャスターの上田剛彦、サブキャスターの古川昌希・塚本麻里衣）も一時出演を見合わせる事態に至った（3人とも休演期間中に受診したPCR検査で陰性が判明したため澤田の前に復帰）。
- 朝だ!生です旅サラダ（2017年7月22日）
  - ラッシャー板前の生中継コーナーの夏季代替企画[注 2]「全国女性アナ 夏のイチオシ!」に出演。
- 名医とつながる!たけしの家庭の医学（2018年1月23日 - 2020年3月17日） - 第2代（最終）アシスタント
- おはようコールABC（2018年1月23日・26日）
  - メインキャスター陣の1人である斎藤が休暇に入ったことから、斎藤の代役として出演。
- Jフットニスタ（2018年2月26日 - 2020年1月7日） - MC
- 探偵!ナイトスクープ（2018年9月14日、2019年1月25日・4月26日・9月6日） - いずれも「秘書代行」として出演
- 山里亮太のまさかのバーサーカー（2020年4月5日 - 9月20日放送のレギュラー版） - アシスタント
- 選挙ステーション2021 キャスト×おはよう朝日です（2021年10月31日[注 3]） - 上田剛彦・岩本計介・津田理帆と共にキャスターを務めた。
- THE GREATERT SHOW-NEN（2020年11月8日 -2024年3月9日 ）- ナレーター
- あっちこっちAぇ!（2024年5月12日 -2025年3月30日 ）- ナレーター（6月9日までは、上田剛彦と、6月16日から、9月29日迄は、おだかずあきと、2025年1月12日からは、北條瑛祐（2月9日〜3月2日は、体調不良でロケを欠席したAぇ!groupの末澤誠也）と対で担当。

##### ラジオ
- おはようパーソナリティ道上洋三です（2016年7月6日）
- よなよな…（2017年1月2日）
  - 高校の先輩・森脇健児が当時パーソナリティを務めていた月曜放送分で、アナウンサーおよび小・中学校の先輩に当たる本来のパートナー・乾麻梨子が休演したことから、森脇のリクエストを受けてパートナー代理を担当。
- 澤田有也佳のアナがパジャマに着替えたら（2018年10月7日 - 2020年3月29日）
  - 所属部署の朝日放送テレビ編成局アナウンス部が制作していた番組で、同僚のアナウンサー（基本として女性1名）も、ゲストとして交互に出演。この番組からパーソナリティと最後の放送枠を引き継いだ番組が、『澤田有也佳のこっそりラジオ』である。
- 澤田有也佳のアナが"ひとり"を極めたら（2019年2月2日 - 3月30日、毎週土曜日18:50 - 19:00）
- 澤田有也佳のこっそりラジオ（2020年4月5日 - 2022年3月27日）
- R→933 LP.（2022年3月28日 -  9月26日） - 初代パーソナリティ[29]
  - 2022年10月から長期の休養へ入ることを機に「卒業」。同月以降は、後輩アナウンサーの平野康太郎がパーソナリティを引き継いでいる。

#### 映画
- 映画 トロピカル〜ジュ!プリキュア 雪のプリンセスと奇跡の指輪!（2021年10月23日公開） - 司会者 役（声の出演）[30]

### タレント時代

#### テレビ
- シューイチ（2014年4月6日 - 2015年3月29日 日本テレビ ） - シューイチガールズ　お天気キャスター
- 森田一義アワー 笑っていいとも!（2013年10月25日 - フジテレビ）- 「クイズ!たくさんいれば答えられるかな」出演
- クイズ・ソモサン・セッパ!（2014年1月10日・1月17日 - フジテレビ）
- ぐるぐるナインティナイン（2014年1月23日・2月9日 - 日本テレビ）
- クイズプレゼンバラエティー Qさま!!（2014年1月27日・2月3日・3月10日 - テレビ朝日）[注 4]
- ネプリーグ（2014年2月10日 - フジテレビ）
- 日本語探Qバラエティ クイズ!それマジ!?ニッポン（2014年5月25日 - フジテレビ）
- クイズ30〜団結せよ!〜（2014年6月29日 - フジテレビ）
- クイズ!パンチアウト（2014年7月2日 - TBSテレビ）
- 世界一受けたい授業（2015年3月28日 - 日本テレビ）

#### ネット
- ぶるぺん（2014年4月15日 - Ustream）
- ぶるぺん（2014年10月21日 - 2015年3月31日 Ustream）- アシスタント